# 弥生 (文京区)
弥生（やよい）は、東京都文京区の町名。現行行政地名は弥生一丁目および弥生二丁目。住居表示実施済区域。

## 地理
東京大学本郷キャンパス弥生・浅野地区（農学部・工学部など）の他に、弥生美術館、竹久夢二美術館、立原道造記念館、「サトウハチロー旧居跡」碑（弥生二丁目16番1号）などが所在。本郷キャンパス浅野地区には、町名の由来となった後述の徳川斉昭の歌碑・「向岡記」碑のほかに弥生二丁目遺跡（北緯35度42分57秒 東経139度45分50秒：弥生土器発見の向ヶ丘貝塚である可能性が最も高いとされる）や「弥生式土器発掘ゆかりの地」碑、方形周溝墓（復元）や浅野侯爵邸跡地碑がある。本郷キャンパス弥生地区には、旧制一高記念の向陵碑と朱舜水先生終焉之地碑がある。

### 地価
住宅地の地価は、2025年（令和7年）1月1日の公示地価によれば、弥生2-9-12の地点で124万円/m2となっている。

## 歴史

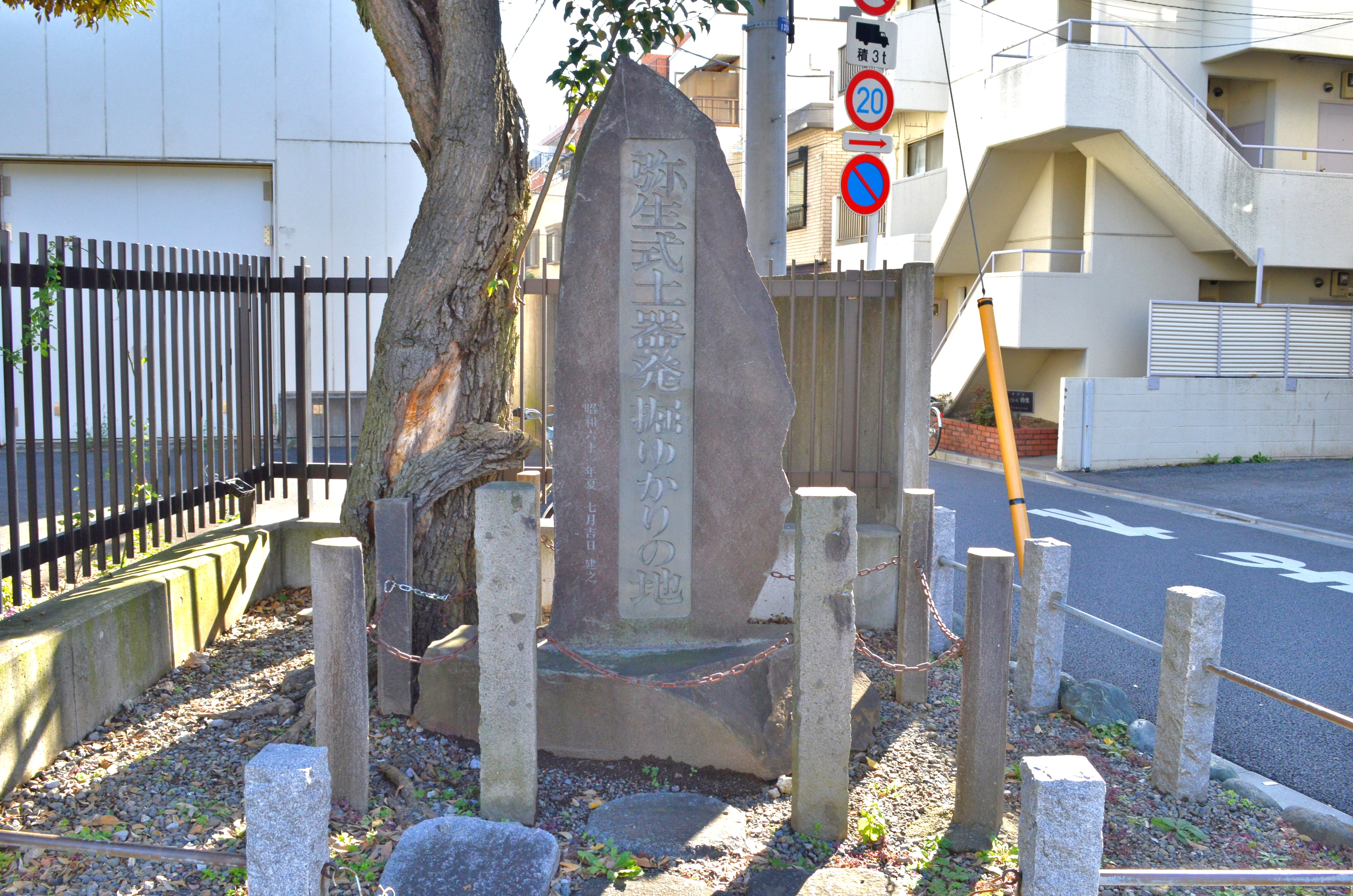
弥生式土器発掘ゆかりの地碑

江戸時代に水戸藩の中屋敷と播磨小笠原藩の下屋敷があったのを明治新政府が没収し、町名を向ヶ岡弥生町とした。名前の由来は上野の忍ヶ岡に対する向ヶ岡の一部であることと、水戸藩中屋敷に建てられていた歌碑にある徳川斉昭の和歌“名にしおふ春に向ふが岡なれば世にたぐひなきはなの影かな”の前段詞書に「ことし文政十余り一とせといふ年のやよいの十日さきみだるさくらがもとにかくほかきつくこそ」とあることに因んでいる。
1884年（明治17年）に弥生土器が発掘された地であり、弥生土器と弥生時代という名称はこの地に由来する。
町域は後に大部分が帝国大学（現：東京大学）と第一高等学校（後に敷地交換により現：東京大学農学部（本郷キャンパス弥生地区））の敷地となったほか、警視庁の射撃場、弥生神社（弥生慰霊堂の前身）や浅野侯爵邸（現：東京大学本郷キャンパス浅野地区（工学部））などになった。
1894年（明治27年）から1895年（明治28年）にかけて言問通りが本郷通りまで延長され、向ヶ岡弥生町を南北2つに分けるように坂道「弥生坂」が開削された。
1965年（昭和40年）4月1日、住居表示実施。森川町の一部を編入し言問通りの南側全域を弥生二丁目、北側は東京大学農学部敷地のみのを弥生一丁目としその他の北部地域は根津一丁目に編入された。
これに対して、根津一丁目に編入された向ヶ岡弥生町の区域に居住していた詩人のサトウハチローや法学者の団藤重光、宮内庁侍医の西川義方らが「弥生土器発掘の地から弥生の名が奪われる」と反対運動を展開、1967年（昭和42年）に旧根津須賀町の一部とともに弥生二丁目に再編入された。この区域は現在の弥生二丁目13-20番に当たる。

## 世帯数と人口
2025年（令和7年）3月1日現在（文京区発表）の世帯数と人口は以下の通りである。
| 丁目       | 世帯数    | 人口    |
| ---------- | --------- | ------- |
| 弥生一丁目 | 264世帯   | 457人   |
| 弥生二丁目 | 921世帯   | 1,638人 |
| 計         | 1,185世帯 | 2,095人 |

### 人口の変遷
国勢調査による人口の推移。
| 年                 | 人口  |
| ------------------ | ----- |
| 1995年（平成7年）  | 1,937 |
| 2000年（平成12年） | 1,971 |
| 2005年（平成17年） | 2,024 |
| 2010年（平成22年） | 2,102 |
| 2015年（平成27年） | 2,086 |
| 2020年（令和2年）  | 2,157 |

### 世帯数の変遷
国勢調査による世帯数の推移。
| 年                 | 世帯数 |
| ------------------ | ------ |
| 1995年（平成7年）  | 926    |
| 2000年（平成12年） | 951    |
| 2005年（平成17年） | 1,024  |
| 2010年（平成22年） | 1,120  |
| 2015年（平成27年） | 1,136  |
| 2020年（令和2年）  | 1,220  |

## 学区
区立小・中学校に通う場合、学区は以下の通りとなる（2020年9月現在）。
- 区域 : 一丁目、二丁目　各全域
  - 小学校 : 文京区立根津小学校
  - 中学校 : 文京区立第八中学校

## 交通
最寄駅は東京メトロ南北線・東大前駅、または東京メトロ千代田線・根津駅。特に同二丁目エリア、東京大学工学部などへは根津駅から弥生坂を登っていくのが最短である。

## 事業所
2021年（令和3年）現在の経済センサス調査による事業所数と従業員数は以下の通りである。
| 丁目       | 事業所数  | 従業員数 |
| ---------- | --------- | -------- |
| 弥生一丁目 | 31事業所  | 667人    |
| 弥生二丁目 | 72事業所  | 442人    |
| 計         | 103事業所 | 1,109人  |

### 事業者数の変遷
経済センサスによる事業所数の推移。
| 年                 | 事業者数 |
| ------------------ | -------- |
| 2016年（平成28年） | 106      |
| 2021年（令和3年）  | 103      |

### 従業員数の変遷
経済センサスによる従業員数の推移。
| 年                 | 従業員数 |
| ------------------ | -------- |
| 2016年（平成28年） | 1,994    |
| 2021年（令和3年）  | 1,109    |

## 出身・ゆかりのある人物
- 浅野長勲 - 広島藩第12代（最後）の藩主
- 上原政兵衛（上原商事会長、原皮毛皮貿易商）

## その他

### 日本郵便
- 郵便番号 : 113-0032[3]（集配局 : 本郷郵便局[19]）。